# Lester Lewis
Lester Lewis (26 de noviembre de 1966 – 19 de marzo de 2013) fue un escritor televisivo y productor estadounidense.

## Vida y obra
Intervino en la producción de comedias de situación como Flight of the Conchords, Caroline en la Ciudad y The Larry Sanders Show.
Fue productor-supervisor y escritor de la serie The Office (versión de EE. UU.). También desarrolló una serie musical para el Canal Disney, con el título provisional de "Madison High" (luego conocida como High School Musical). Apareció en la Comic-Con de San Diego en 2008 como miembro de la producción de The Office (versión de EE. UU.)
Se suicidó en marzo de 2013.

## Argumentos para la serieThe Office
1. "The Deposition" (15 de noviembre de 2007) - Temporada 4
2. "Customer Survey" (6 de noviembre de 2008) - Temporada 5